# Selago diabolica
Selago diabolica är en flenörtsväxtart som beskrevs av O.M. Hilliard. Selago diabolica ingår i släktet Selago och familjen flenörtsväxter. Inga underarter finns listade i Catalogue of Life.